# 謝男
『謝男』（シャーマン）は、板垣恵介による日本の漫画作品。『週刊漫画ゴラク』（日本文芸社）にて2011年12月30日号（2011年12月16日発売）より不定期連載中。

## 概要
本作に先行し、板垣が企画し、RINがストーリー作成、作画を行った土下座をテーマとした漫画『どげせん』が『週刊漫画ゴラク』に連載されていた。しかし、板垣の要求とRINの作業内容との乖離が次第に大きくなり、『週刊漫画ゴラク』2011年10月21日号（10月7日発売）誌上にて、「土下座漫画」というジャンルに対する板垣・RIN双方の「土下座性の違い」を理由に、両名による共同制作体制が解消されることが編集部サイドより表明され、それまでの共作クレジットによる『どげせん』の連載は同号掲載の第25話をもって終了した。それ以降、『ヤングキング』誌上でRINの名義による『どげせんR』が、『週刊漫画ゴラク』では板垣の名義による『謝男』が連載されることになる。
青年漫画では珍しく、全ての漢字にルビが振られている。

## 主な登場人物
拝 一穴（おがみ いっけつ）
治ヶ浦高校に赴任してきた新任教師。担当は現代国語。
名前は板垣の師匠でもある小池一夫の漫画『子連れ狼』の主人公拝一刀から、小池の快諾を経て流用されている。
「キャラクターの顔が美しいと人気が出る」という板垣の考えにより、時代を超えた美しい男性としてジェームズ・ディーンのテイストが加えられたキャラクター・デザインとなっている。

## 書籍
- 板垣恵介 『謝男』 日本文芸社〈ニチブンコミックス〉、既巻3巻（2013年10月現在）
  1. 2012年11月28日発売 ISBN 978-4-537-12958-8
  2. 2013年03月29日発売 ISBN 978-4-537-13014-0
  3. 2013年09月28日発売 ISBN 978-4-537-13076-8